# Ilie Torouțiu
Ilie E. Torouțiu (n. 17 iunie 1888, Solca, România – d. 24 noiembrie 1953, București, România) a fost un critic, istoric literar, folclorist și traducător român, membru corespondent (1936) al Academiei Române. A fost director al revistei Convorbiri literare între anii 1939-1944.

## Biografie
Născut într-o familie săracă de țărani din Solca, pe atunci parte a Bucovinei, el s-a descurcat bine în școala primară, iar un profesor l-a sfătuit să plece la Suceava și să învețe o meserie. A făcut-o la vârsta de paisprezece ani, găsind de lucru la o tipografie, unde șeful i-a remarcat interesul pentru cărți și l-a ajutat să obțină o bursă. A intrat la Liceul Ortodox Grec în toamna anului 1902. El a excelat ca student, inclusiv în limba și literatura germană, în timp ce a fost nevoit să-și petreacă timpul liber la tipografie pentru a nu-și pierde bursa. După absolvirea în 1910, s-a înscris la facultatea de literatură și filosofie a Universitatea Cernăuți. Student talentat, el a atras atenția rectorului Matthias Friedwagner⁠(de)[traduceți], care a organizat o bursă la Academia de Studii Sociale și Comerciale din Frankfurt. În 1913, a predat limba română acolo. Apoi a devenit profesor la Liceul Cantemir din București. Până în 1916, a editat Bucovina, un ziar pentru emigranți din provincia de acasă. Prima sa carte a apărut în 1911; aceasta a fost A fost odată, o colecție de povești și cântece populare. Printre revistele care i-au publicat lucrările se numără Convorbiri Literare, Sămănătorul, Ramuri, Făt-Frumos, Floarea-soarelui, Literare și Pagina de istorie și critică.
Când Bucureștiul a fost ocupat de Puterile Centrale la sfârșitul anului 1916, el s-a retras la Iași Acolo, el a făcut agitație împotriva Tratatului de la București din  primăvara anului 1918. După război, s-a întors în capitală, unde a înființat editura Bucovina, pe care a folosit-o în mod eficient în beneficiul altor scriitori. El a condus revista Convorbiri Literare în ultima fază a primului său mandat (1939-1944). Torouțiu a publicat numeroase lucrări de istorie literară. magnum opus este volumul de treisprezecelea Studii și documente literare, care a apărut între 1931 și 1946, acoperind aproximativ 8000 de pagini și făcând-ul pe Perpessicius să-l numească " Hurmuzachi al istoriei literară". Primul volum a fost realizat în colaborare cu Gheorghe Cardaș; restul, singur. Lucrarea include documente și piese de istorie literară pe care le-a găsit în biblioteca sa personală, în arhive și în instituții. A fost ales membru corespondent al Academiei Române in 1936;  Noul regim comunist l-a deposedat de calitatea de membru în 1948.  În plus, datorită liniei pro-Germania nazistă Convorbiri Literarei-a fost luată în timpul celui de- al Doilea Război Mondial, i s-a interzis publicarea în 1945. Răvășit de o boală în fază terminală, a murit în locuința sa din București, iar soția sa s-a sinucis a doua zi.
El a tradus lucrări de Ludwig Anzengruber, John Bunyan, Otto Funcke⁠(de)[traduceți], Franz Grillparzer, Christian Friedrich Hebbel, Platon și J. C. Ryle. A adunat folclor din Bucovina și a publicat studii despre acestea, precum și a scris critici literare. Din 1991, biblioteca din orașul natal al lui Torouțiu îi poartă numele.

## Opera
- A fost odată, 1911;
- Românii și clasa dirigentă din Bucovina, Cernăuți, 1911;
- Tipuri. Încercări literare, Cluj, 1912;
- DeutschRumänisches Taschenwörterbuch, Lepzig, 1912;
- Rumänisch-Deutsches Taschenwörterbuch, Leipzig, 1912;
- Românii și clasa de mijloc din Bucovina, I-II, Cernăuți, 1912;
- Oameni și cărți, Solca, 1914;
- Frunză verde... Cântece poporale din Bucovina, Solca, 1914;
- Poporația și clasele sociale din Bucovina, București, 1916;
- Un iscusit traducător al poeziei românești în evreește, Cernăuți, 1920;
- Carmen Sylva în literatura română, Cernăuți, 1924;
- Immanuel Kant în filozofia și literatura română, București, 1925;
- Modernismul. Simbolismimpresionism-expresionism, București, 1927;
- Heinrich Heine și heinismul în literatura românească, București, 1930 (ed. II, 19131);
- Hermann Sudermann în literatura românească, București, 1930;
- Herman și Dorothea-Enăchiță Văcărescu. Pagini din monografia Goethe, București, 1931;
- Studii și documente literare, București, I, 1931 (colaborator Gh. Cardaș); II-III, 1932; IV, 1933; V, 1934; VI, 1938; VII, 1935; VIII, 1939; IX-XII, 1940; XIII, 1946;
- Pagini de istorie și critică literară, București, 1936;
- Contribuții la o viitoare ediție critică Eminescu: Lais, București, 1942.

Traduceri
- Friederich Hebbel, Maria Magdalena, traducere, Cluj, 1909;
- Platon, Apologia lui Socrate, trad. după orig. de ~, Cluj, 1911;
- M. Friedwagner, Mihail Sadoveanu. Studiu literar, traducere, Cluj, 1933;
- Fr. Grillparzer, Străbuna, traducere, Solca, 1914;
- (I. C.) Ryle, Sufletul tău, trad. de ~, Solca, 1914;
- idem, Fă ce poți, trad. de ~, Solca, 1914;
- John Bunyan, Călătoria creștinului, trad. de ~, București, 1914 (ed. II, 1923);
- N. Funcke, Limbă veche și limbă nouă, trad. de ~, București, 1915;
- A. W., N-am vreme, trad. de ~, București, 1915;
- L.Anzengruber, Porunca a patra, trad. de ~ (în colab.), București, 1915;
- ***, Să nu iei numele Domnului Dumnezeului tău în deșert, trad. de ~, București, 1915;
- (I. C.) Ryle, Unde sunt păcatele tale?, trad. de ~, București, 1915;
- idem, Cât costă a fi creștin adevărat?, trad. de ~, București, 1915;
- idem, Nevoiți-vă a intra pe poarta cea strâmtă, trad. de ~, București, 1915;
- idem, Eu voi fi cu tine, trad. de ~, București, 1915;
- idem, De însetează cineva, să vie la Mine, trad. de ~, București, 1915;
- idem, Ce ne învață pământul, trad. de ~, București, 1915;
- idem, Un cuvânt către femei, trad. de ~, București, 1915.[6]